# Frederik van Hessen-Kassel (1820-1884)

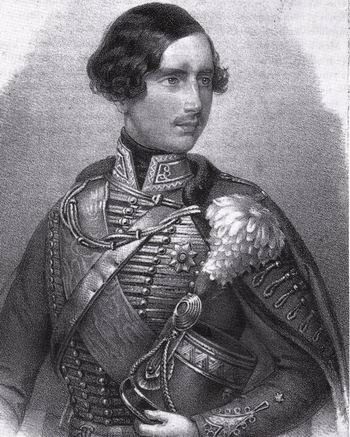
Frederik van Hessen-Kassel

Frederik Karel George Adolf van Hessen-Kassel (Kopenhagen, 26 november 1820 - Frankfurt am Main, 14 oktober 1884) was een prins uit het Huis Hessen-Kassel.
Hij was de enige zoon van landgraaf Willem van Hessen-Kassel en Louise Charlotte van Denemarken.
Hij bracht zijn jeugd door in Denemarken, studeerde aan de universiteit van Bonn en begon daarna een militaire loopbaan. 
Op 28 januari 1844 trad hij in het huwelijk met Alexandra Nikolajevna van Rusland, de jongste dochter van tsaar Nicolaas I. Al voor hun bruiloft werd bij Alexandra tuberculose vastgesteld. Ze baarde een zoontje, Willem, dat drie maanden te vroeg geboren werd en meteen overleed. Op dezelfde dag overleed ook Alexandra. 
Negen jaar later, op 26 mei 1853 hertrouwde Frederik met Anna van Pruisen. Uit dit huwelijk kwamen de volgende kinderen voort:
- Frederik Willem (1854-1888)
- Elisabeth (1861-1955)
- Alexander Frederik (1863-1945)
- Frederik Karel (1868-1940), die gedurende twee maanden koning van Finland was.
- Marie Polyxene (1872-1882)
- Sibylle Margriet (1877-1925)